# Paul Grabner
Paul Grabner (* 4. Juni 1896 in Neckenmarkt; † 3. September 1969 ebenda) war ein österreichischer Taglöhner und Politiker während der Zeit des Austrofaschismus. Er war von 1934 bis 1938 Abgeordneter zum Burgenländischen Landtag. 

## Leben
Paul Grabner  wurde als Sohn des Landwirts Paul Grabner aus Neckenmarkt geboren. Er besuchte die Volksschule und war als landwirtschaftlicher Arbeiter, später in der Landwirtschaft des Vaters beschäftigt.
Grabner war verheiratet.

## Politik
Grabner war zwischen dem 11. November 1934 und dem 12. März 1938 Mitglied des Ständischen Landtags im Burgenland, wobei er den Stand der „Land- und Forstwirtschaft“ vertrat.